# Isabelle Linden
Anna Isabelle „Bella“ Linden (* 15. Januar 1991 in Köln) ist eine deutsche Fußballspielerin.

## Karriere

### Vereine
Linden begann ihre Karriere beim VfR Fischenich, ehe sie im Sommer 2006 zum SC Fortuna Köln wechselte. Dort spielte sie in der B-Jugend und wurde in der Saison 2006/07 Mittelrheinmeisterin. In der darauffolgenden Saison 2007/08 spielte sie in der 1. Damenmannschaft des Vereins, obwohl sie eigentlich noch für die U-17-Juniorinnen spielberechtigt war. In der Winterpause wechselte sie dann für anderthalb Jahre zum Bundesligisten SGS Essen.
Zur Saison 2009/10 wechselte Linden gemeinsam mit ihren Mannschaftskameradinnen Francesca Weber und Stephanie Mpalaskas zum Zweitligisten Bayer 04 Leverkusen. Dort absolvierte sie in der Hinrunde acht Spiele. Anfang 2010 erlitt sie einen Kreuzbandriss. Als Meister der 2. Bundesliga Süd stieg Bayer 04 Leverkusen am Ende der Saison in die Bundesliga auf. 2015 ging Linden zum Ligarivalen 1. FFC Frankfurt. Nach einer Saison wechselte sie am 23. Mai 2016 zu Birmingham City, wo sie einen Dreijahresvertrag unterschrieb.
Am 17. Januar 2018 gab sie ihren Wechsel zum 1. FC Köln bekannt. Im Mai 2020 gab Isabelle Linden das Ende ihrer Fußball-Karriere zum Saisonende bekannt. 2021 kehrte sie als Aktive zum ungarischen Meister Ferencváros Budapest zurück.

### Nationalmannschaft
Nachdem Linden bereits frühzeitig in die Auswahl des Fußballverbandes Mittelrhein berufen worden war, schaffte sie 2005 den Sprung in die U-15-Nationalmannschaft des DFB. Ein Jahr später bestritt sie im Rahmen des Länderspiels gegen Kanada ihre einzige Partie für die U-16-Nationalmannschaft. Von 2007 bis 2008 gehörte sie dem Kader der U-17-Nationalmannschaft an. Mit ihr wurde sie 2008 Europameisterin und belegte im selben Jahr den dritten Rang bei der U-17 Weltmeisterschaft in Neuseeland.
Seit 2009 zählte Linden zum Kader der U-19-Nationalmannschaft, verletzte sich Anfang 2010 beim „Zehn-Nationen-Turnier“ in La Manga jedoch schwer. Am 24. Mai 2012 gab sie ihr Debüt für die U-23-Nationalmannschaft. Am 1. April 2013 wurde Linden für das Test-Länderspiel gegen die Vereinigten Staaten erstmals in die A-Nationalmannschaft berufen, musste kurze Zeit später verletzungsbedingt absagen. Im Test-Länderspiel gegen Kanada gab sie am 19. Juni 2013 ihr Debüt für die A-Nationalmannschaft, als sie in der 79. Minute für Célia Okoyino da Mbabi eingewechselt wurde.
Am Tag darauf wurde sie von Trainerin Silvia Neid in den endgültigen EM-Kader berufen. Bei dem Turnier, das die deutsche Mannschaft gewann, wurde sie nicht eingesetzt.

## Erfolge
Verein
- Mittelrheinmeisterin 2007 mit den B-Juniorinnen des SC Fortuna Köln
- Meister 2. Bundesliga Süd 2010 mit Bayer 04 Leverkusen

Nationalmannschaft
- U-17-Europameisterin 2008
- Dritte der U-17-Weltmeisterschaft 2008
- Europameisterin 2013